# 彭家公馆
彭家公馆亦称“彭公馆”位于中华人民共和国辽宁省辽阳市白塔区，是中华民国银行家彭贤的住宅。公馆始建于1921年，为四合院式建筑，于1988年被列入辽宁省文物保护单位，现作为辽阳民俗博物馆对外开放。

## 历史
彭家公馆是中华民国银行家彭贤的住宅。彭贤曾任东三省官银号总办、边业银行总裁等职，彭贤的妻子是辽阳人，希望在辽阳城内建一所住宅居住。彭贤便在辽阳城东购买土地，于中华民国十年（1921年）春开始兴建彭家公馆，民国十二年（1923年）夏竣工。彭家公馆形制按照北京王府建造，为四合院风格，整个公馆占地约2万平方米，有50多个房间。彭家公馆自建成直到1948年前，一直是由彭贤的亲属居住并管理。1948年中国人民解放军占领辽阳后，根据《中国土地法大纲》，彭家公馆被作为官僚资产没收，由政府的房产部门管理。此后，彭家公馆被政府专署驻地、工人疗养院、图书馆等各种单位占用作为办公地点。文化大革命时期，彭家公馆曾为铁道兵十九局指挥所。
1981年，彭家公馆被列入辽阳市文物保护单位，1985年，在彭公馆建成辽阳博物馆。1988年，彭家公馆被列为辽宁省文物保护单位。2009年，辽阳博物馆新馆建成以后，辽阳市人民政府拨款修缮彭家公馆，将彭家公馆辟为辽阳民俗博物馆对外开放。彭家公馆亦曾作为电影《白毛女》、《一代宗师》的取景地。